# Martina Piemonte
Pour les articles homonymes, voir Piemonte.
Martina Piemonte, née le 7 novembre 1997 à Ravenne, est une footballeuse internationale italienne qui joue au poste d'attaquante à la Lazio Rome.
Elle est membre de l'équipe nationale féminine d'Italie depuis 2014.

## Biographie

### Carrière en club
Martina Piemonte était considéré comme une prodige du football féminin italien. Après avoir commencé le football avec les garçons, elle joue dans un club entièrement féminin dans sa ville natale, la Riviera di Romagna en 2012 à l'âge de 14 ans. Par la suite, elle rejoint le club de San Zaccaria après la Coupe du Monde Féminine U-17 de la FIFA en 2014.
Le 15 juillet 2016, Piemonte rejoint le club de Hellas Vérone. En juillet 2017, elle signe un contrat avec le club du Sevilla FC féminin, en Liga espagnole.
Elle rejoint l'AC Milan en 2020.
En juillet 2023, elle signe en faveur du club anglais d'Everton FC.

### Carrière internationale
Piemonte était membre de l'équipe féminine italienne U-17. Elle a disputé la Coupe du Monde Féminine U-17 de la FIFA en 2014, au cours de laquelle son pays a terminé à la troisième place.
Elle marque son premier but pour l'équipe première d'Italie à l'Euro 2022 face à la France (défaite 5-1).

## Autres activités
En décembre 2015, afin de promouvoir le football féminin elle participe avec deux autres joueuses à l'élection de Miss Italie.